# Chiesa di San Martino (Laon)
La chiesa di San Martino (in francese: église Saint-Martin) è un luogo di culto cattolico di Laon, in Piccardia, rientrante nel territorio della parrocchia di Sainte Céline de la Montagne Couronnée, appartenente alla diocesi di Soissons.
L'abbazia un tempo annessa alla chiesa, fu una delle prime quattro ad essere fondate dall'ordine religioso dei canonici regolari premostratensi, che vi rimasero fino alla Rivoluzione francese.
La chiesa è stata proposta come monumento storico di Francia nel 1862, divenendo tale nel 1951.

## Storia

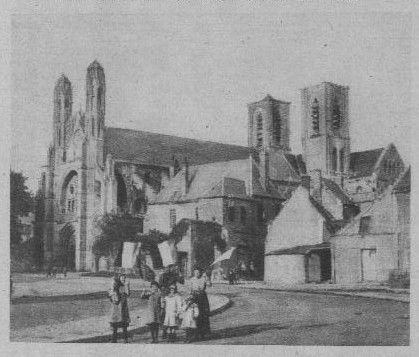
L'esterno della chiesa nell'ottobre 1918.

Norberto di Xanten, nel 1121, fondò a Prémontré, località non lontana da Laon, un proprio ordine religioso, caratterizzato dall'unione della regola di sant'Agostino ai carismi benedettini; nel 1124, dodici canonici regolari appartenenti al nuovo ordine stabilirono una comunità della città di Laon, secondo la volontà del padre fondatore e del vescovo locale, Barthélemy de Jur.
La costruzione della chiesa, dedicata a San Martino di Tours, cominciò nei primi anni della seconda metà del XII secolo: nel 1160 venne terminata la struttura e, tra il 1226 e il 1240, vennero ricostruite le volte della navata centrale e del coro; alla fine del XIII secolo, vennero edificate due torri campanarie gemelle ai lati della crociera.
L'abbazia venne interessata da un primo lavoro di ricostruzione ed ammodernamento delle strutture antiche tra il 1616 e il 1621 su progetto di Nicolas Lesaige (il quale ricostruì il palazzo dell'abate e riorganizzò il giardino), ed un secondo di entità maggiore a partire dal 1736 sotto la direzione di Charles e Nicolas Bonhomme, portato a termine nel 1788. Negli stessi anni, anche la chiesa fu oggetto di rifacimenti, quali la ricostruzione della torre nord-est (1740) e la realizzazione di arredi e decorazioni in stile barocco, tra cui il rivestimento ligneo del coro e dell'abside e l'altare maggiore (1754).
Con la rivoluzione francese, l'abbazia venne soppressa ed adibita in parte ad ospedale, in parte a caserma ed infine a biblioteca, mentre la chiesa divenne sede di parrocchia. Gran parte del complesso abbaziale venne distrutto da una bomba nel 1944, il resto restaurato successivamente.

## Descrizione

### Esterno

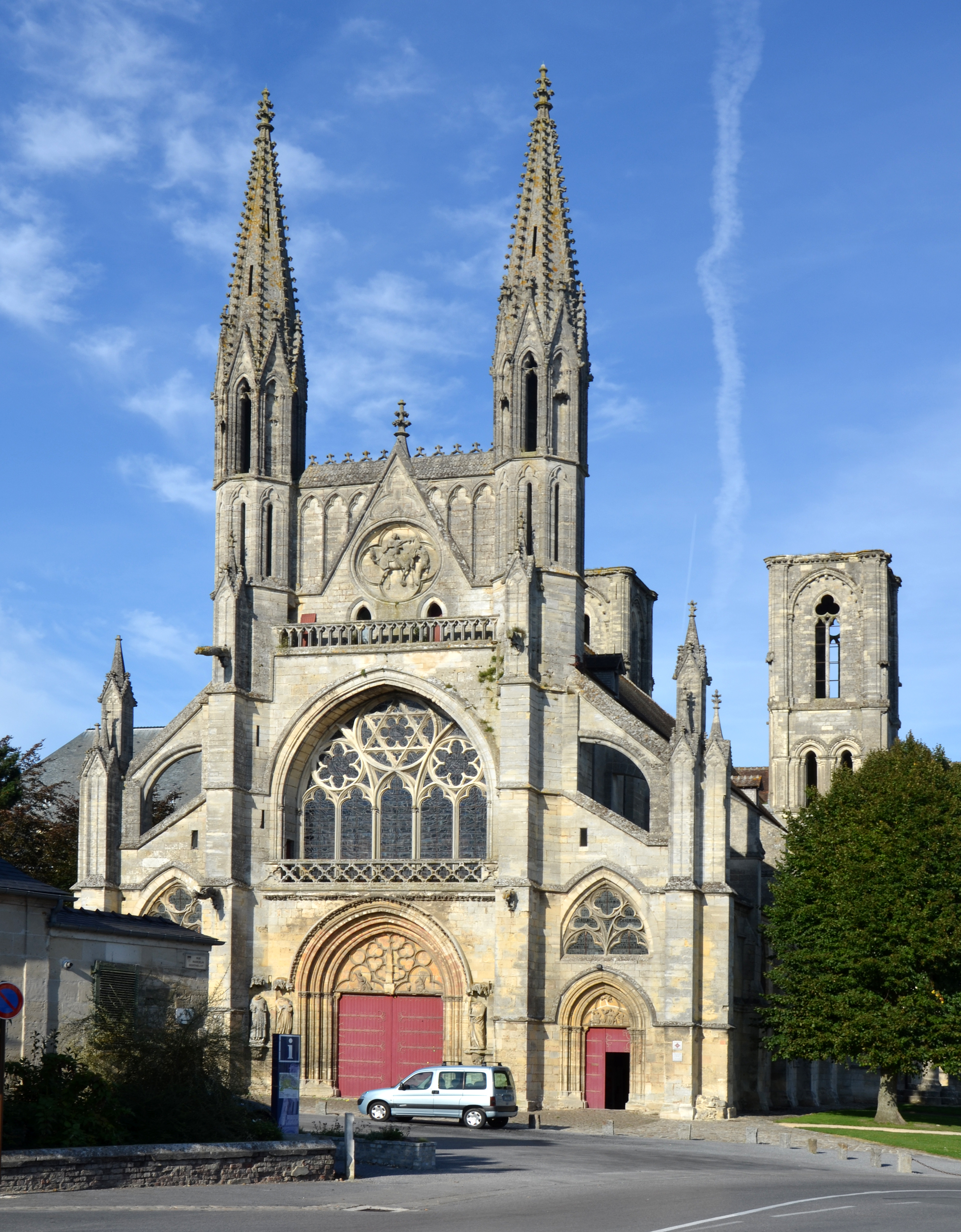
La facciata.

L'esterno della chiesa di San Martino a Laon è caratterizzato dalla facciata; questa è orientata verso occidente e risale, nella sua conformazione attuale, al 1270 circa, quando venne costruita in sostituzione di quella originaria.
Il prospetto è a salienti e la sua struttura rispecchia quella interna della chiesa. Nella parte inferiore, si aprono tre portali leggermente strombati; i due laterali, simmetrici e di sezione minore rispetto al portale di mezzo, sono sormontati da una lunetta ogivale decorata a bassorilievo, quella di destra con il Martirio di San Lorenzo, quella di sinistra con il Martirio di San Giovanni Battista. La lunetta del portale centrale, invece, è decorata con elementi architettonici gotici a rilievo che incorniciavano un gruppo scultoreo raffigurante la Madonna col Bambino (in alto, andata perduta) e due Angeli con turibolo (in basso). Il portale è affiancato da quattro statue duecentesche, mutile delle teste, tre delle quali raffigurano un angelo, un diacono (probabilmente San Lorenzo) e un arcivescovo (probabilmente San Norberto).
In corrispondenza della navata centrale, nella parte superiore della facciata, si apre una pentafora, sormontata dal coronamento del prospetto; quest'ultimo è costituito da due alti e slanciati pinnacoli che incorniciano una cuspide triangolare centrale, che presenta un bassorilievo in stucco, originariamente policromo, con la Carità di San Martino (fine del XIII secolo).
Nei pressi della crociera, prima del transetto e ad esso adiacenti, vi sono due torri campanarie a pianta quadrata, costruite alla fine del XIII secolo e originariamente dotate di coronamento a cuspide.

### Interno

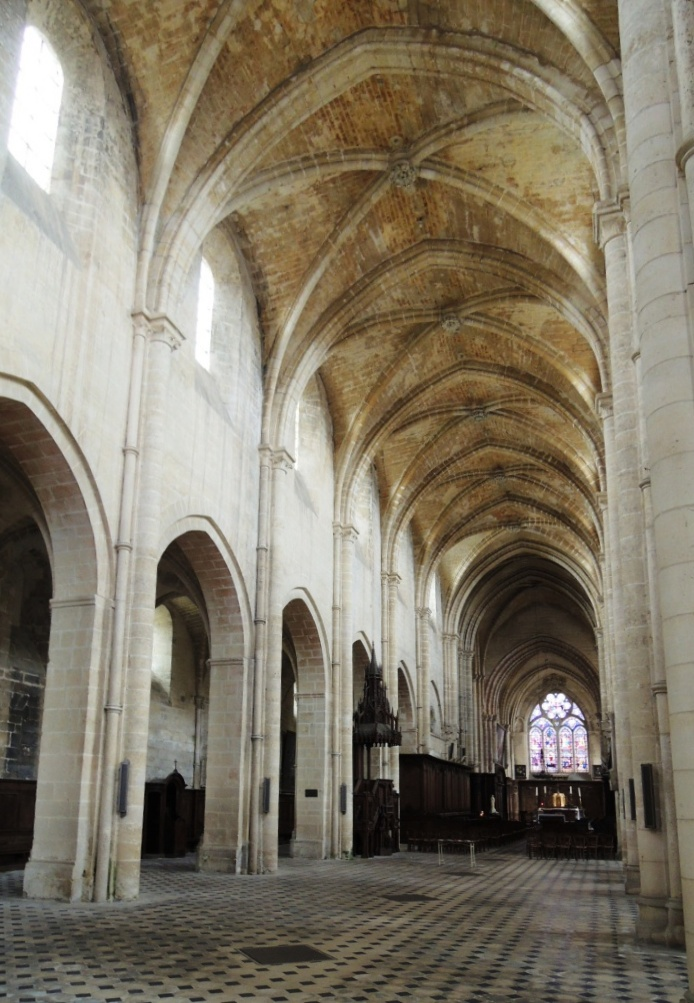
L'interno.

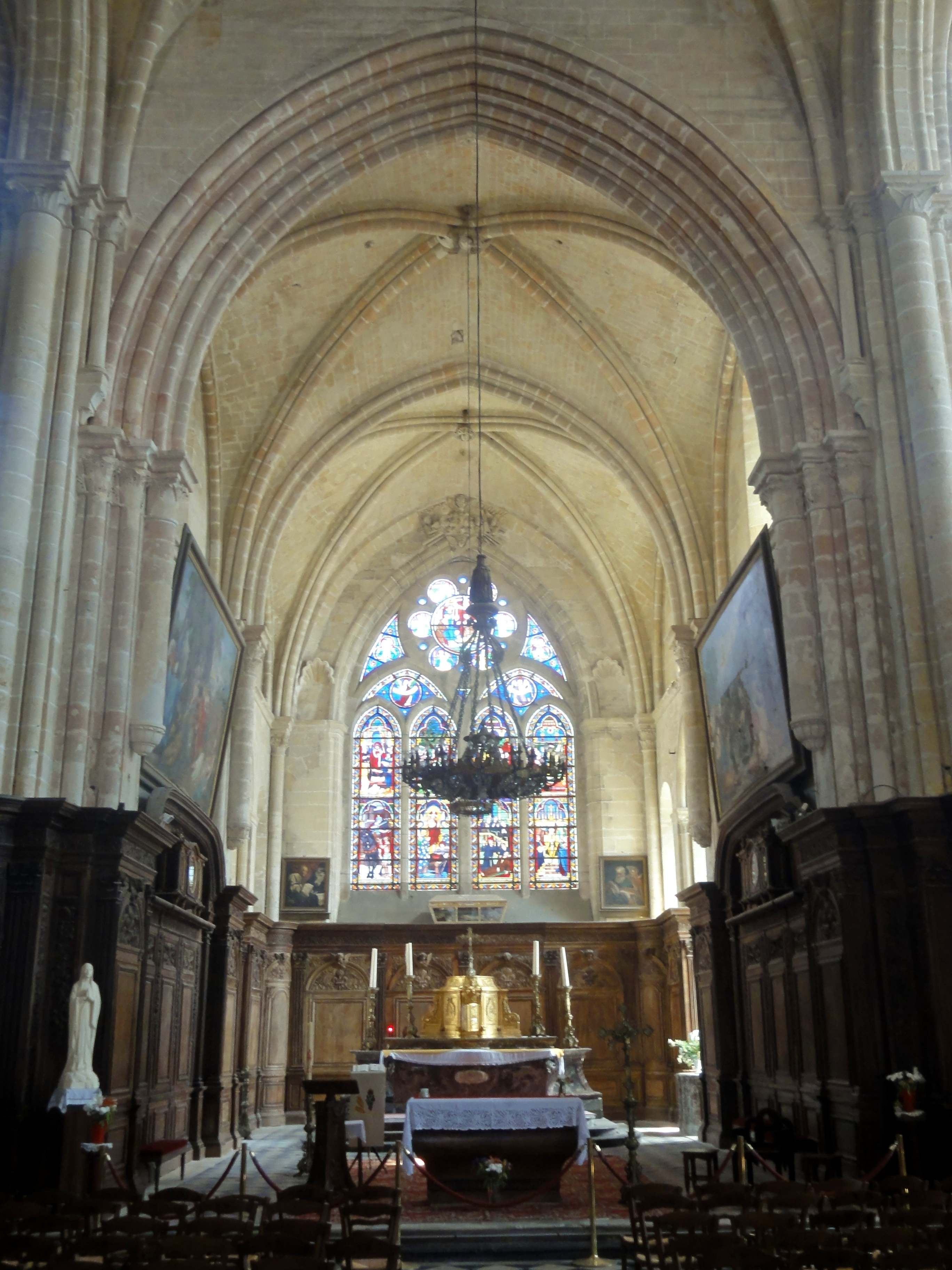
Il presbiterio e l'abside.

L'interno della chiesa di San Martino a Laon è in un sobrio stile gotico e presenta una struttura a croce latina.
L'aula è suddivisa in tre navate, ciascuna delle quali è composta da nove campate coperte con volta a crociera, sorretta da pilastri polistili addossati a quelli a pianta quadrangolare che sorreggono le arcate ogivali che separano le navate. Il paramento murario è in blocchi di pietra chiara e l'illuminazione naturale è garantita da monofore strombate, poste nella parte alta delle pareti. La crociera collega il piedicroce al transetto (costituito da due bracci simmetrici, ciascuno con tre cappelle sulla parete opposta alle navate) e all'abside.
Mentre sotto l'arcata di sinistra della sesta campata della navata centrale si trova il pulpito, severa opera scultorea neogotica degli ultimi anni del XX secolo, caratterizzata dalla doppia scala d'accesso e dalle statue della Madonna con Gesù Bambino e San Giovanni Battista (sul parapetto) e di San Martino in cattedra (alla base), lungo le pareti delle ultime due campate (le cui arcate sono state tamponate) si trovano, in due gruppi contrapposti, gli stalli lignei del coro (in totale 68), realizzati in stile barocco nel 1754 dagli scultori Jean Joseph Berthélemy e Simon Pfaffinger, ai quali si deve anche la boiserie in legno che copre la parte inferiore delle pareti del transetto e dell'abside.
Sulla settima campata della navata laterale meridionale si apre la cappella dedicata a sant'Eligio di Noyon, il cui ingresso presenta una transenna marmorea rinascimentale del 1540, di autore ignoto; costituita da tre campi intervallati da lesene, dei quali i due laterali con una serie di archetti su colonnine e quello centrale con la porta arcuata che dà accesso all'ambiente, è sormontata da una cimasa contenente il busto di Gesù benedicente (bifronte), mentre su ambo i lati dell'architrave vi sono busti di Apostoli.
Nei pressi della parete di controfacciata di ciascuno dei due bracci del transetto si trova un altare: quello di destra è dedicato a San Giuseppe e presenta una paliotto ligneo finemente intagliato con al centro la Natività di Gesù; quello di sinistra è dedicato alla Madonna e decorato con due gruppi scultorei raffiguranti l'Annunciazione (a sinistra) e la Pietà (a destra); sulla parete retrostante, vi è il dipinto su tela Risurrezione di Gesù di Antoine Coypel, che lo realizzò copiando un'incisione di Jean Audran (1754).
Attribuiti a Crépin Quilliet, che avrebbe copiato da Nicolas Poussin, sono i due dipinti ad olio posti sulle pareti laterali del presbiterio e raffiguranti la Caduta della manna e L'acqua scaturita da una roccia nel deserto Al centro dell'abside, che ha pianta quadrangolare con due campate coperte con volta a crociera, vi è l'antico altare maggiore barocco in marmi policromi, del 1754. Nella parete fondale si apre una quadrifora, con vetrata policroma; quest'ultima risale al 1950 e narra alcune Scene della vita di San Martino con, nel rosone centrale, la Sepoltura di San Martino e, in quelli minori, Angeli.
Nella chiesa si trovano varie sepolture; tra queste, le due medioevali situate ai lati del portale centrale, rispettivamente di Giovanna delle Fiandre, badessa dell'abbazia di Sauvoir, e di Raul, signore di Coucy (XIII secolo), entrambe costituite da un sarcofago con la parte superiore finemente scolpita e raffigurante il defunto.

### Organi a canne

#### Organo maggiore

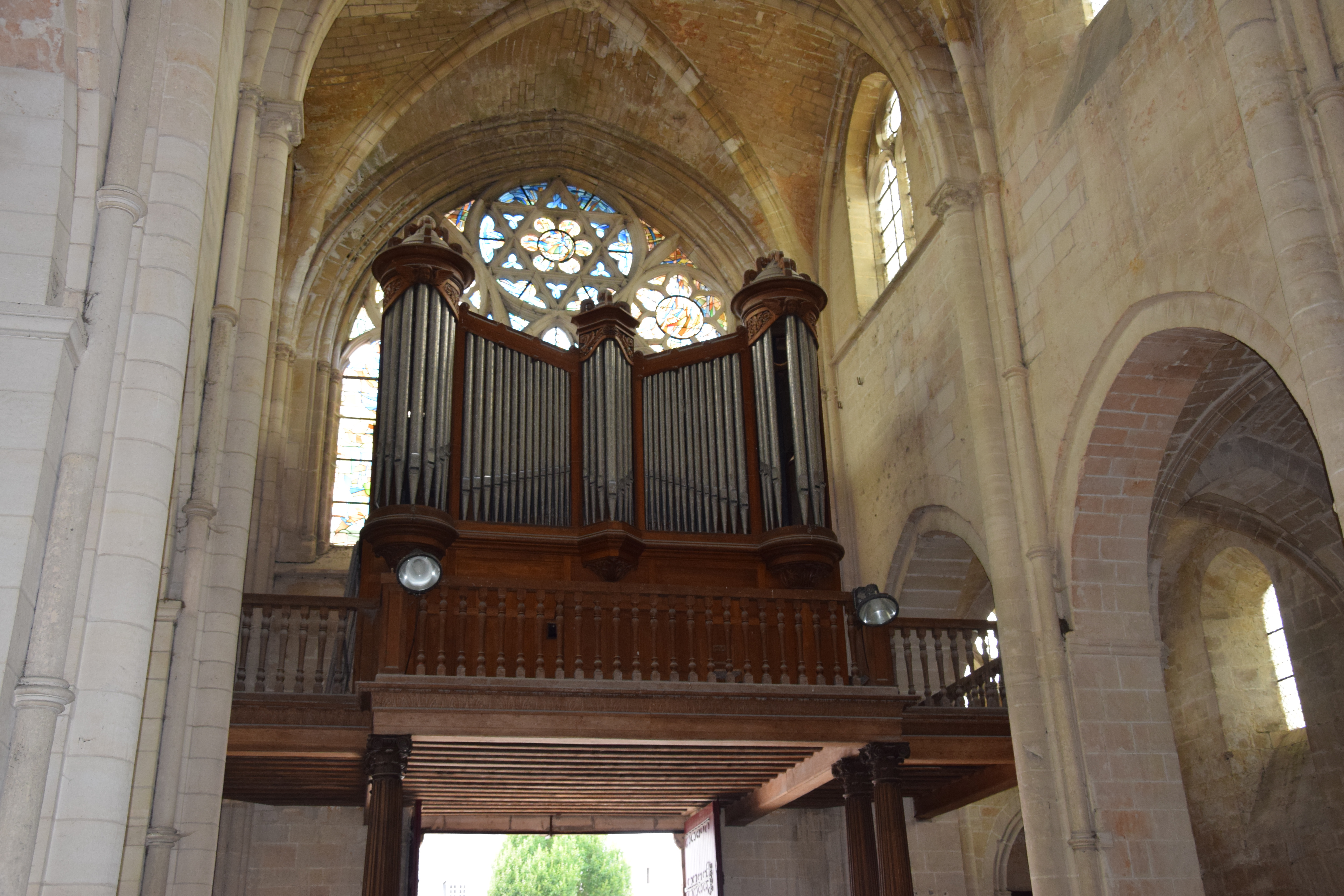
L'organo maggiore.

Sulla cantoria lignea in controfacciata, si trova il principale organo a canne della chiesa.
Lo strumento venne costruito dopo il termine della seconda guerra mondiale dalla ditta Rœthinger ed il materiale fonico è racchiuso all'interno di una cassa moderna con tre tourelles: le due laterali sono a pianta semicircolari e più grandi, quella centrale è più piccola e con la base triangolare. Il sistema di trasmissione è misto: meccanico con leva Barker per il primo manuale (Grand-orgue), meccanico semplice per il secondo manuale (Récit expressif) e pneumatico per il pedale e i registri. La consolle, situata al centro della cantoria e rivolta verso l'altare, dispone di due tastiere di 56 note ciascuna e pedaliera dritta di 30 note.

#### Organo del coro
In una nicchia ricavata nell'arcata di sinistra dell'ottava campata della navata centrale, dietro la boiserie lignea del coro, si trova un organo a canne di piccole dimensioni, costruito agli inizi del XIX secolo da Paul-Marie Koenig. Lo strumento è a trasmissione mista (tutta meccanica ad eccezione di quella del Pedale e del relativo registro, che è pneumatica), e la sua consolle, collocata tra gli stalli del coro, dispone di un'unica tastiera di 56 note e pedaliera dritta di 30 note.

## Galleria d'immagini

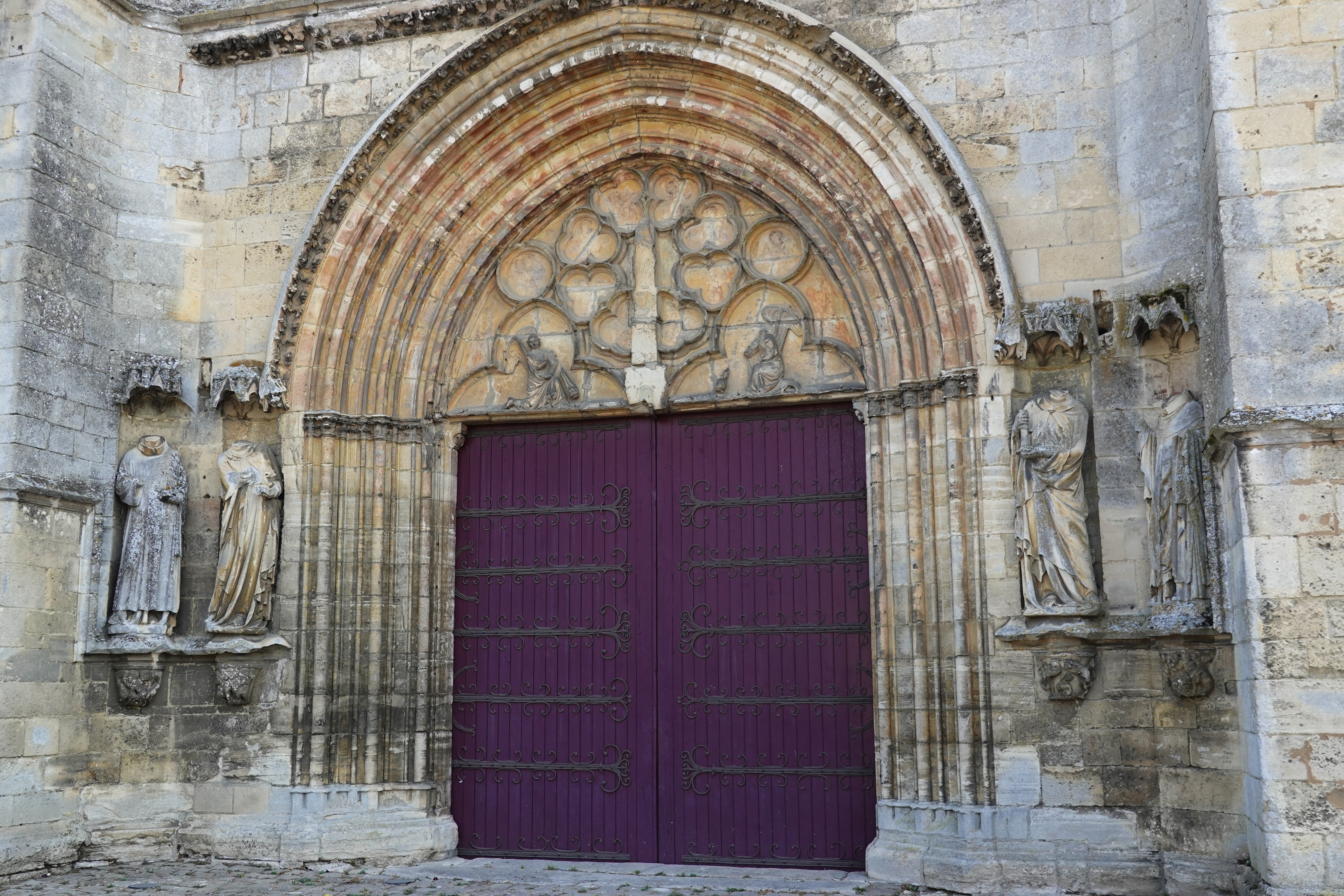
Il portale centrale
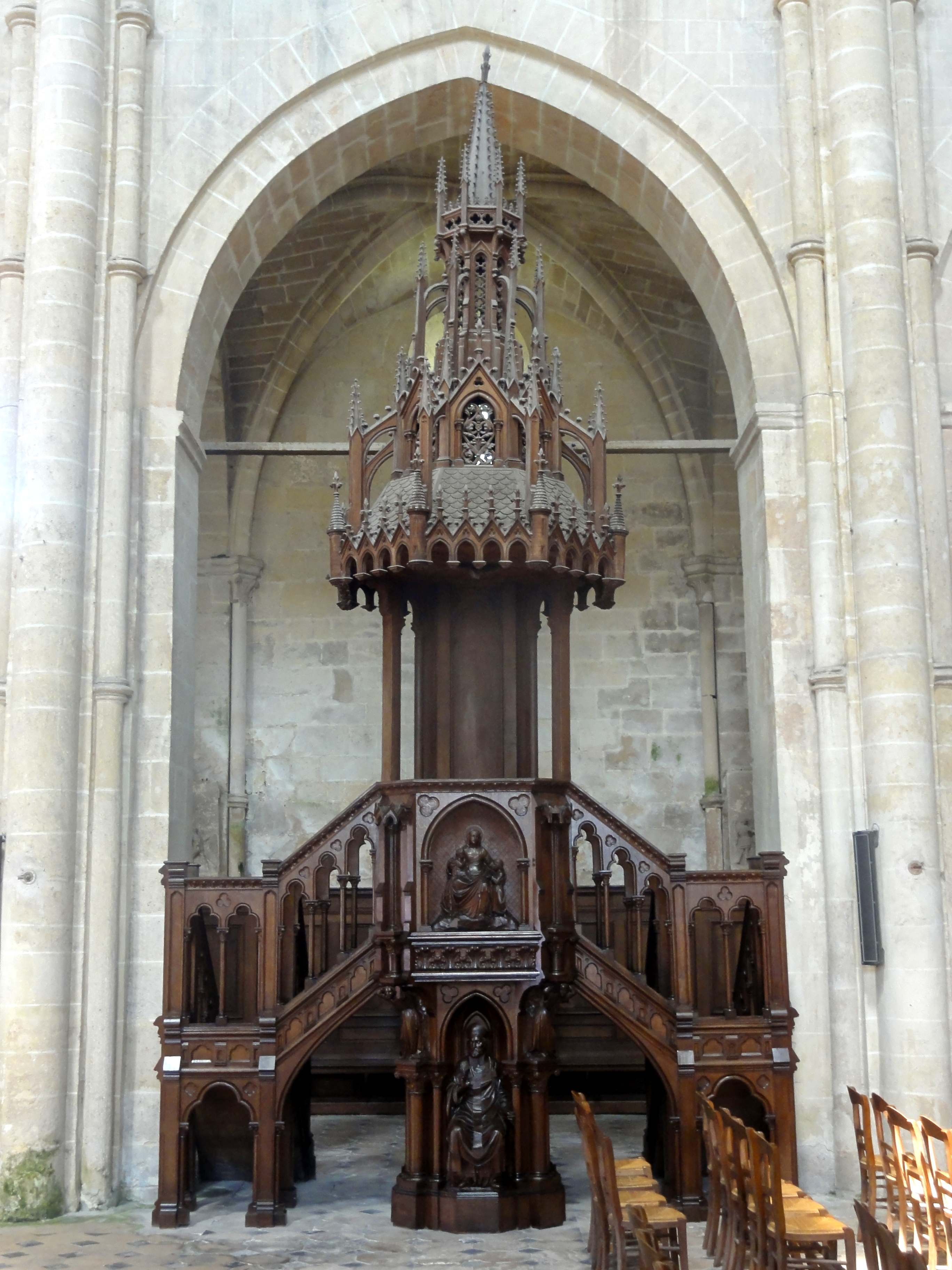
Pulpito neogotico
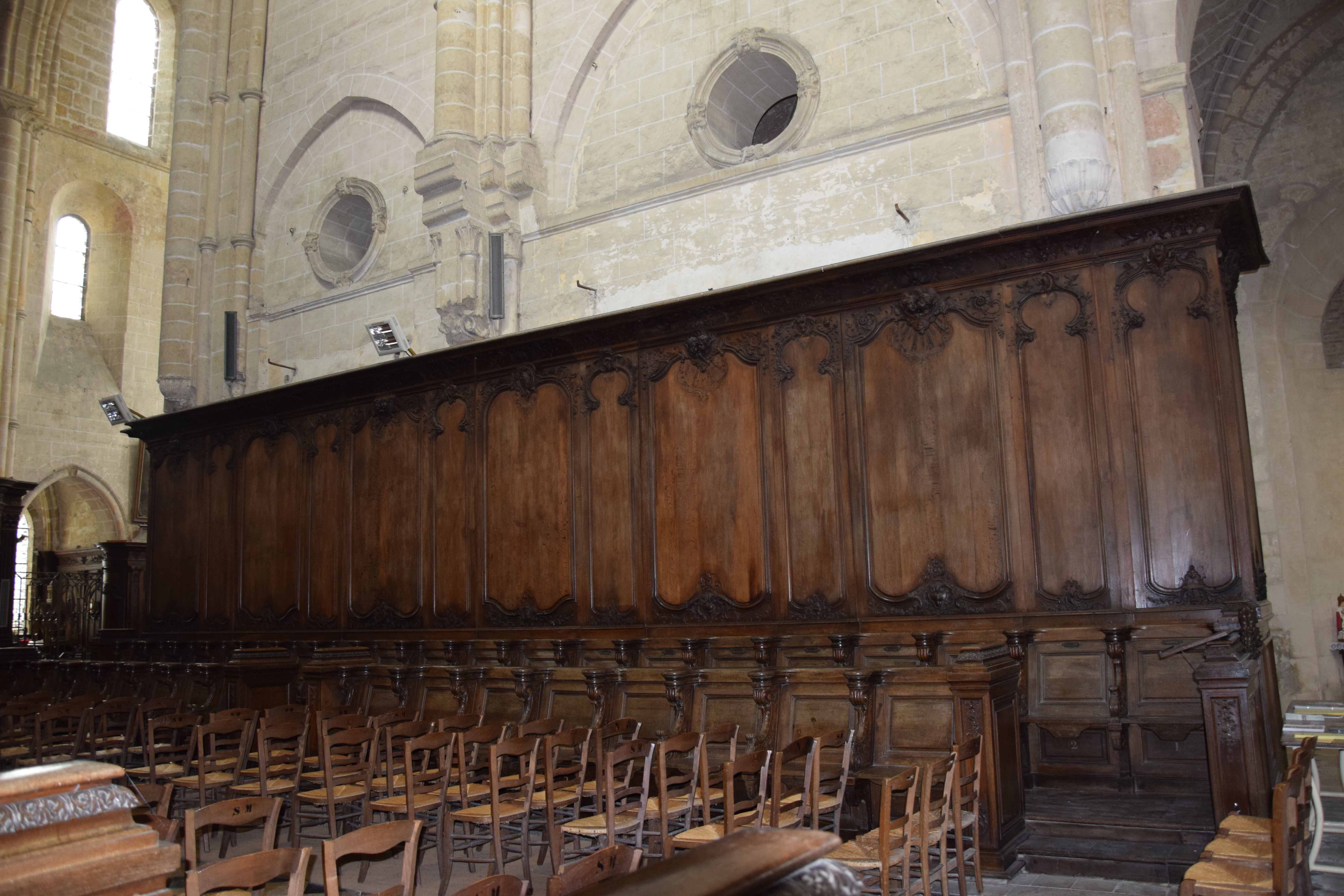
Stalli lignei del coro
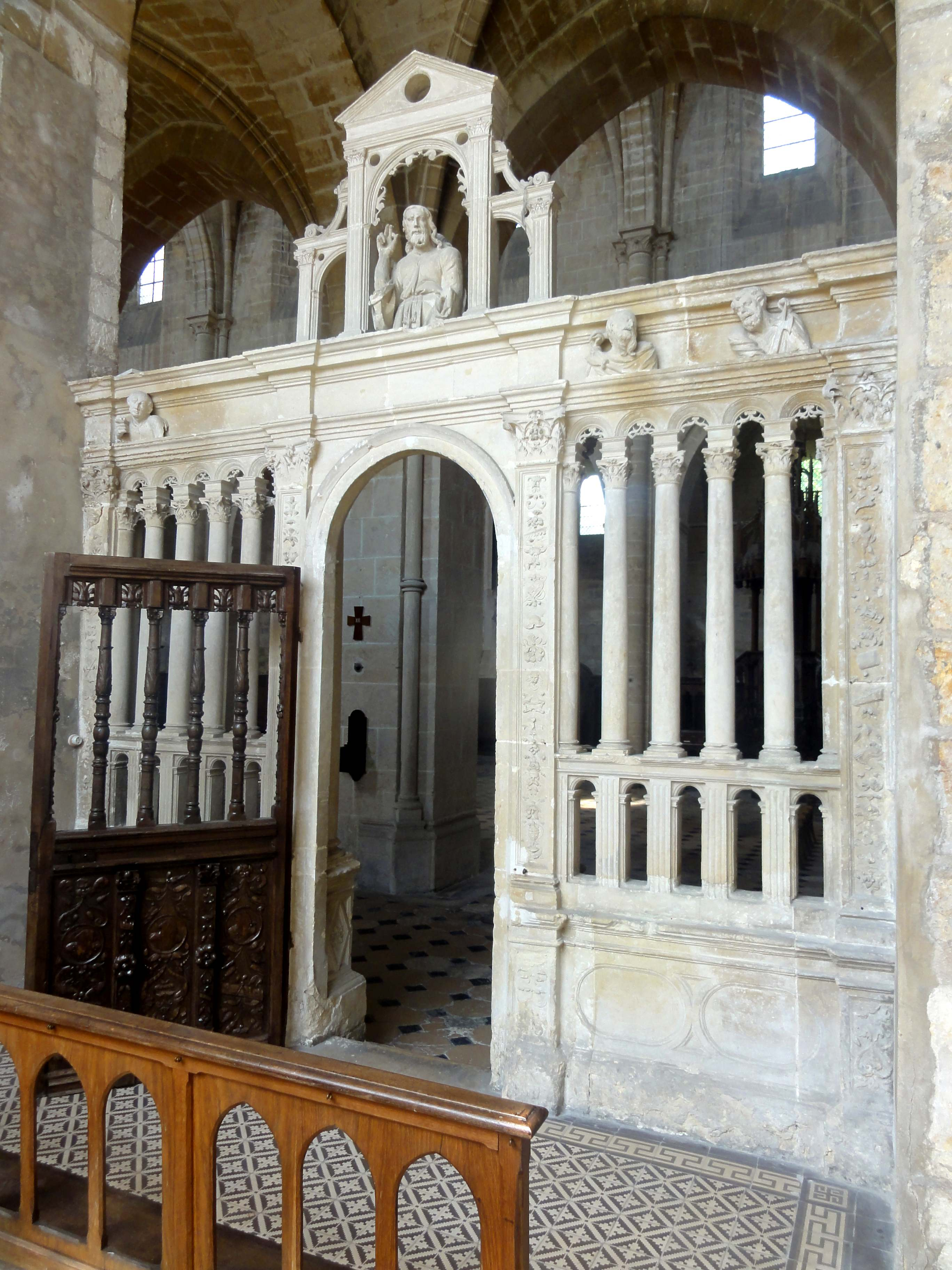
Transenna della cappella di Sant'Eligio
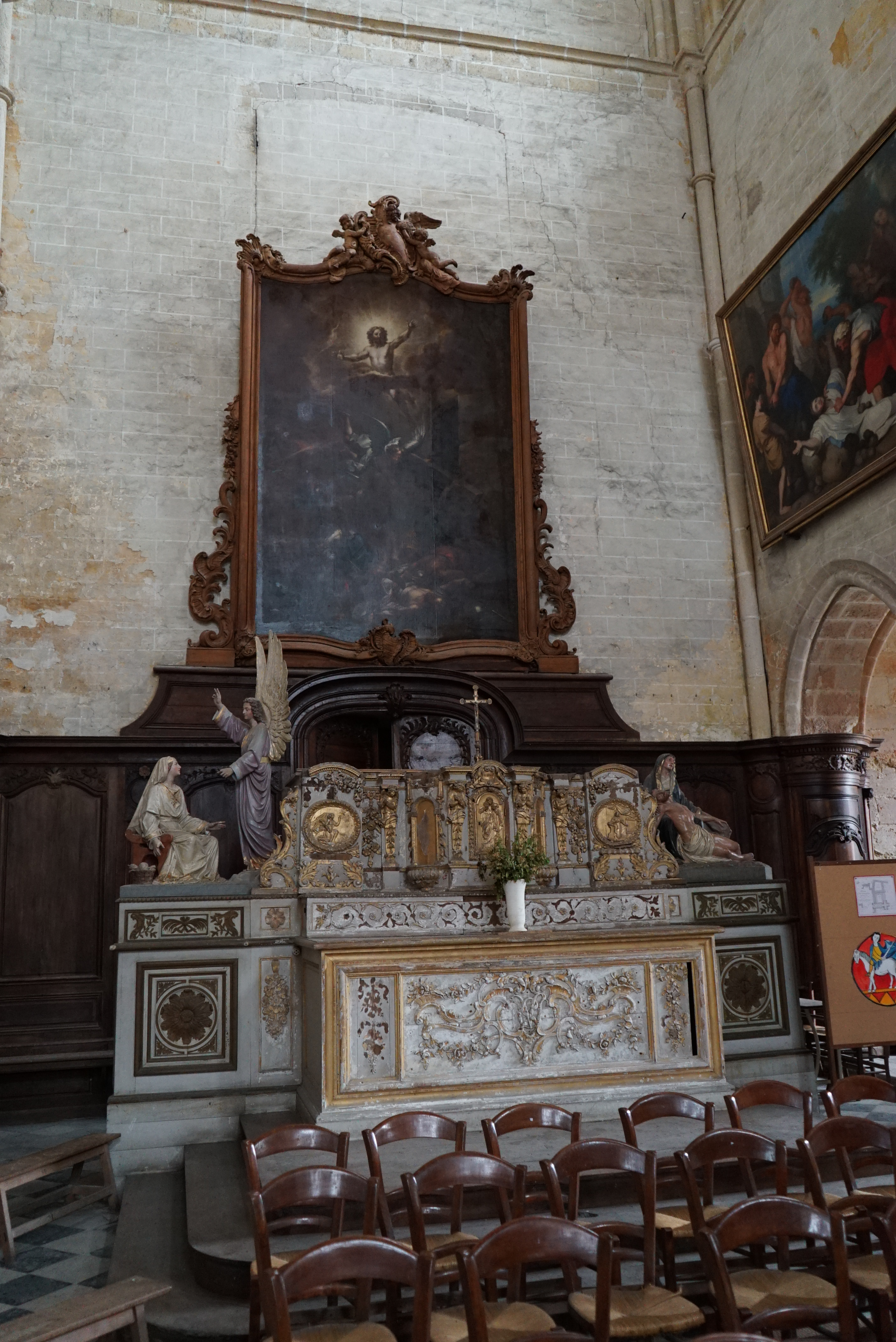
Altare dell'Annunciazione
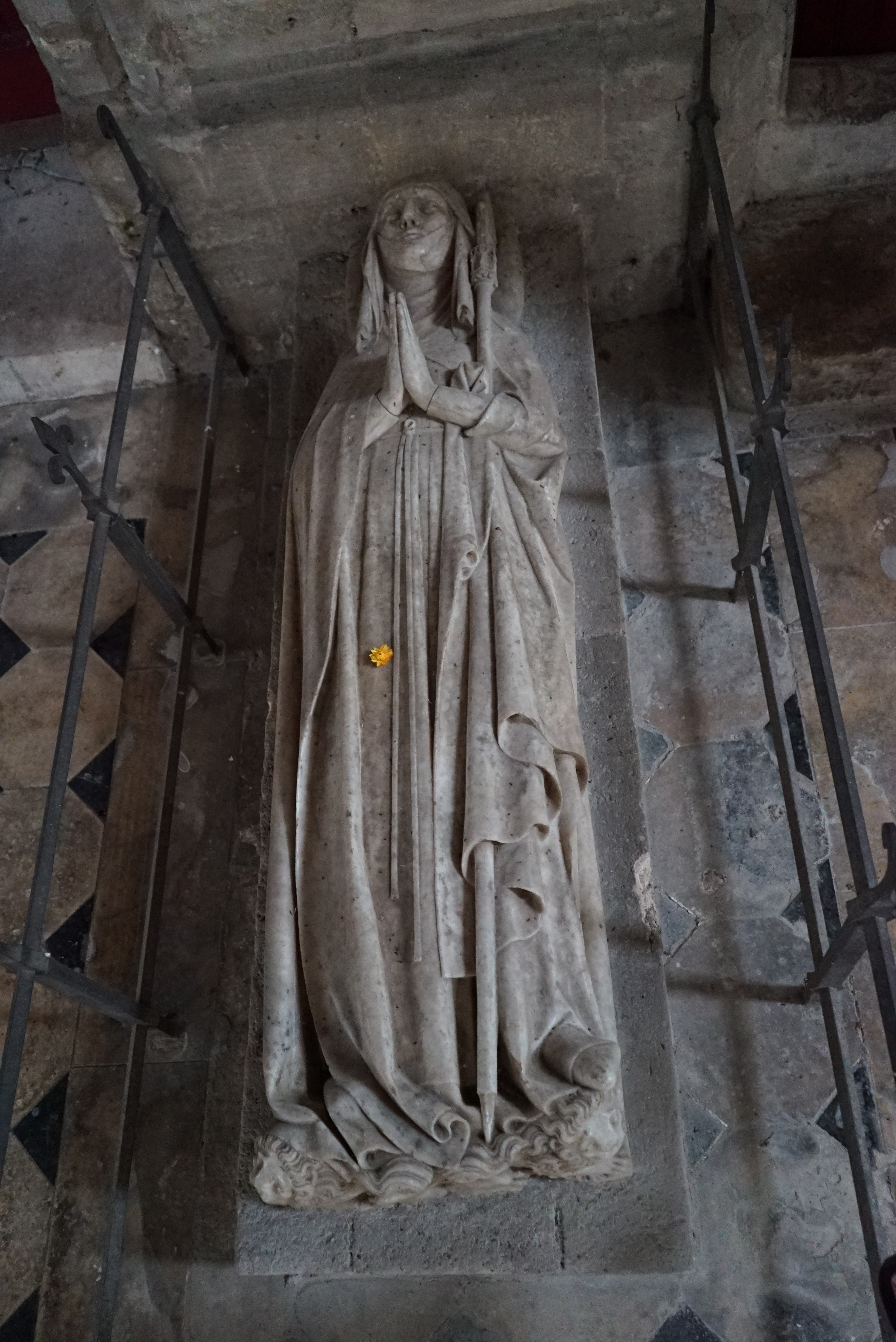
Tomba di Giovanna delle Fiandre
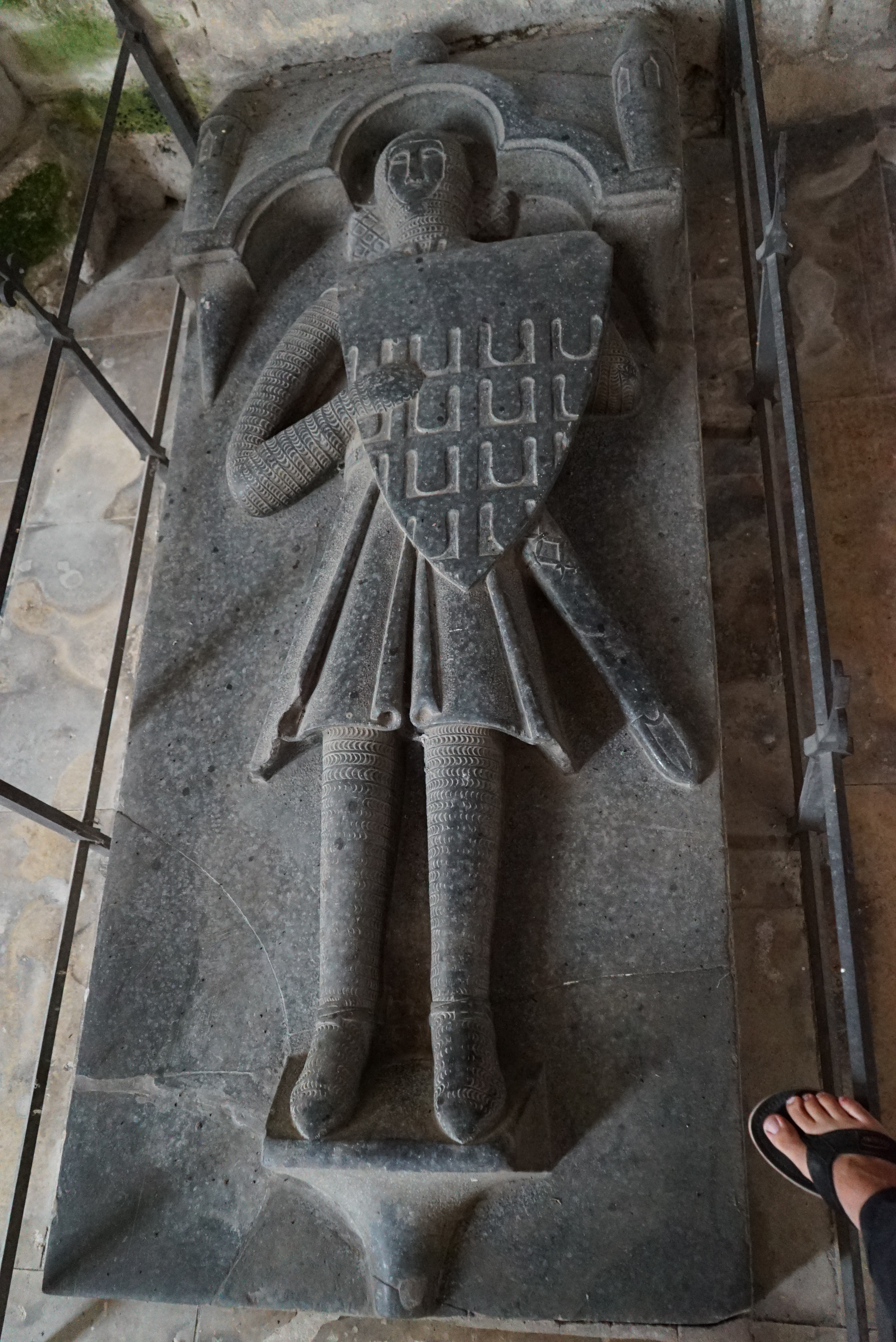
Tomba di Raul di Coucy